# Едвард Каммінгс
Едвард Естлін Каммінгс (англ. Edward Estlin Cummings; 14 жовтня 1894, Кембридж, Массачусетс — 3 вересня 1962, Медісон, Нью-Гемпшир) — американський поет, письменник, художник, драматург.

## Твори

### Проза
- «Величезна кімната» (англ. «The Enormous Room») (1922) (роман)
- «Казки» (1965) (збірка оповідань, опубліковано посмертно)
- «Еімі» («Я є» — в перекладі з грецької) (1933) (дорожній щоденник про подорож до Радянського Союзу)
- «Я: шість нелекцій» (англ. «i—six nonlectures») (1953) (есе)

### Поезія
- «Тюльпани й димарі» (англ. «Tulips and Chimneys») (1923)
- «&» (1925) (самвидав)
- «XLI Poems» (1925)
- «Дорівнює 5» (англ. «is 5») (1926)
- «ViVa» (1931)
- «No Thanks» (1935)
- «Вибрані вірші» (1938)
- «50 віршів» (1940)
- «1 × 1» (1944)
- «XAIPE: Seventy-One Poems» (1950)
- «Вірші, 1923—1954» (1954)
- «95 віршів» (1958)
- «73 вірші» (1963) (посмертно)

### П'єси
- «HIM» (1927)
- «Санта Клаус: Мораль» (англ. «Santa Claus: A Morality») (1946)

## Українські переклади
Українською мовою твори Е. Е. Каммінгса перекладали Олександр Гриценко, Іван Андрусяк, Катерина Борисенко, Богдан Бойчук, Валерій Кикоть.
- Каммінгс Е. Е. Тюльпани й димарі: Вибрані вірші / Е. Е. Каммінгс; пер. з англ. І. Андрусяк, К. Борисенко. — Хмельницький; К.: Видавництво Сергія Пантюка, 2004. — 96 с.
- Каммінгс Е. Е. Це проминання всіх ясних речей: Вибрані поезії / Е. Е. Каммінгс; упоряд. і пер. Б. Бойчук. — К.: Факт, 2005. — 171 с.
- Кикоть В. М. Американська поезія у перекладах Валерія Кикотя. Київ : Видавничий дім «Кондор», 2020. 180 с. [Укр., англ. мови]. ISBN 978-617-7939-17-6.